# Альмонте
Альмонте (ісп. Almonte) — муніципалітет в Іспанії, у складі автономної спільноти Андалусія, у провінції Уельва. Населення — 22 204 особи (2010).
Муніципалітет розташований на відстані близько 430 км на південний захід від Мадрида, 38 км на схід від Уельви.
На території муніципалітету розташовані такі населені пункти: (дані про населення за 2010 рік)
- Альмонте: 17885 осіб
- Лос-Бодегонес: 1 особа
- Лос-Кабесудос: 31 особа
- Ель-Росіо: 1600 осіб
- Торре-де-ла-Ігера/Маталасканьяс: 2687 осіб

## Демографія
Динаміка населення (INE ):

## Галерея зображень

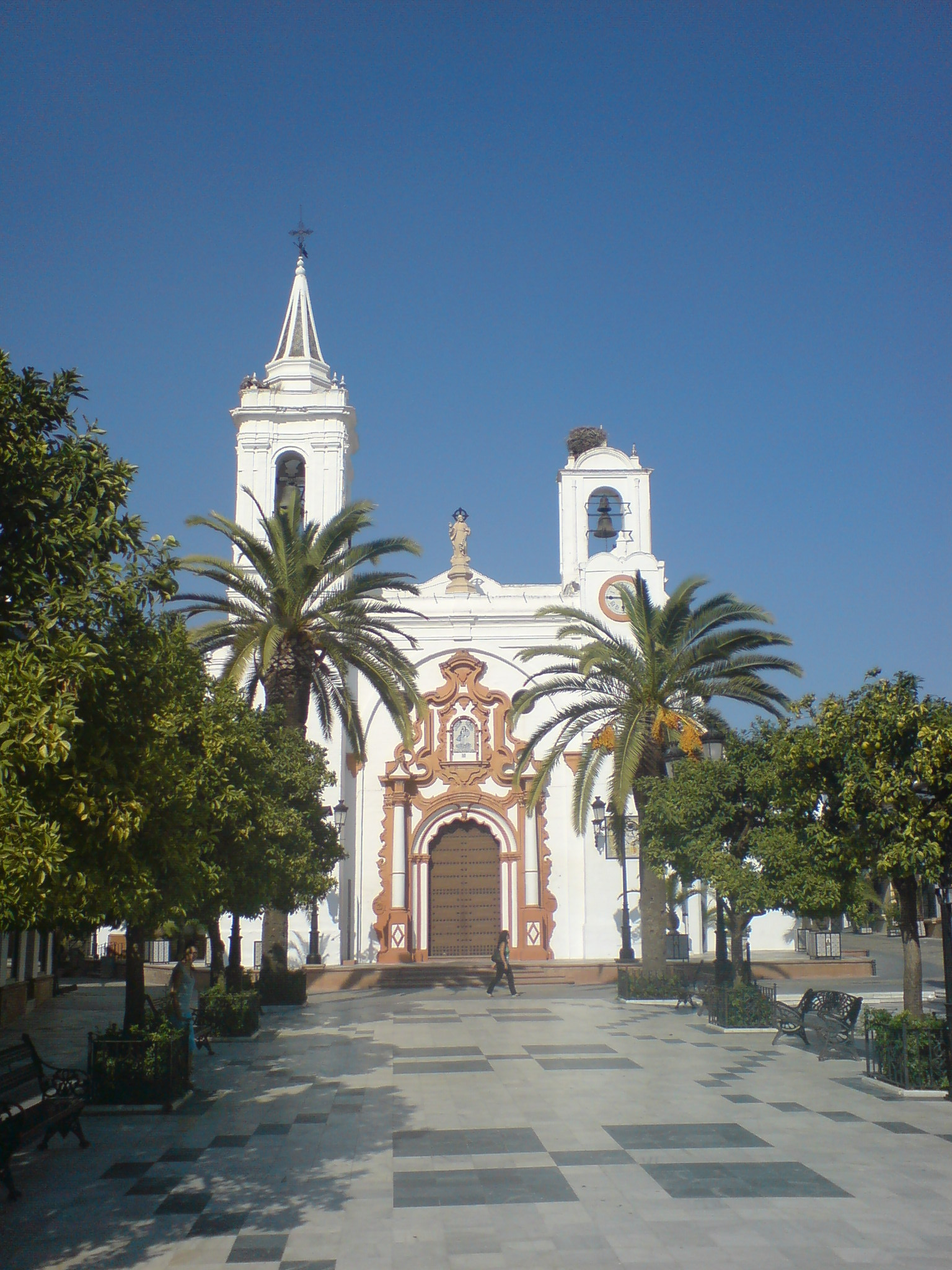
Парафіяльна церква